# 恋話 〜ハナの恋物語〜
恋話 〜ハナの恋物語〜（こいばな はなのこいものがたり）は、テレビ朝日系列で2007年2月5日から同年2月9日の深夜1:15から放送された10分間のテレビドラマ。一人の女性が恋に落ち、その恋が実るまでの物語である。協賛会社の広告のシーンも用意されている。

## 登場人物・キャスト
ハナ（演：木内晶子）
恋愛に対して奥手な24歳OL。ナオトが好きだが、積極的には行けずにいる。
ミカコ（演：木南晴夏）
ハナとは対照的な恋愛に積極的な24歳OL。ハナとルームシェアをしている。ナオトが好きで、積極的に行く。
ナオト（演：小西遼生）
ハナとミカコの住むマンションに越してきたNY帰りの商社マン。
※設定上はハナとナオトが秋田県出身、ミカコが大阪出身になっている。

## スタッフ
- プロデューサー：秋山圭一郎
- 脚本：金杉弘子
- 演出：田村直己
- 製作：テレビ朝日

## サブタイトル・協賛会社
1. 偶然の出会い - サントリー
2. 募る想い - ソフトバンク
3. ファーストプレゼント - ABCマート
4. 恋愛vs友情 - マックスファクター
5. バレンタインの贈り物 - 明治製菓